# Cértegui
Cértegui – miasto w Kolumbii, w departamencie Chocó.